# Баю-Кантрі-Клаб (Луїзіана)
Баю-Кантрі-Клаб (англ. Bayou Country Club) — переписна місцевість (CDP) в США, в окрузі Лафурш штату Луїзіана. Населення — 1304 особи (2020).

## Географія
Баю-Кантрі-Клаб розташований за координатами 29°46′48″ пн. ш. 90°47′22″ зх. д. / 29.78000° пн. ш. 90.78944° зх. д. (29.779948, -90.789385).  За даними Бюро перепису населення США в 2010 році переписна місцевість мала площу 2,15 км², уся площа — суходіл.

## Демографія
Згідно з переписом 2010 року, у переписній місцевості мешкало 1396 осіб у 535 домогосподарствах у складі 428 родин. Густота населення становила 650 осіб/км².  Було 547 помешкань (255/км²).
Расовий склад населення:
| - 95,9 % — білих - 2,9 % — чорних або афроамериканців - 0,4 % — азіатів - 0,3 % — корінних американців |

До двох чи більше рас належало 0,3 %. Частка іспаномовних становила 1,0 % від усіх жителів.
За віковим діапазоном населення розподілялося таким чином: 21,5 % — особи молодші 18 років, 59,9 % — особи у віці 18—64 років, 18,6 % — особи у віці 65 років та старші. Медіана віку мешканця становила 45,7 року. На 100 осіб жіночої статі у переписній місцевості припадало 91,8 чоловіків;  на 100 жінок у віці від 18 років та старших — 89,9 чоловіків також старших 18 років.
Середній дохід на одне домашнє господарство  становив 120 511 долар США (медіана — 105 345), а середній дохід на одну сім'ю — 120 292 долари (медіана — 106 534). За межею бідності перебувало 4,4 % осіб, у тому числі 10,4 % дітей у віці до 18 років та 3,6 % осіб у віці 65 років та старших.
Цивільне працевлаштоване населення становило 652 особи. Основні галузі зайнятості: освіта, охорона здоров'я та соціальна допомога — 38,5 %, роздрібна торгівля — 13,7 %, транспорт — 12,0 %.